# 프랑수아 드 라 로크

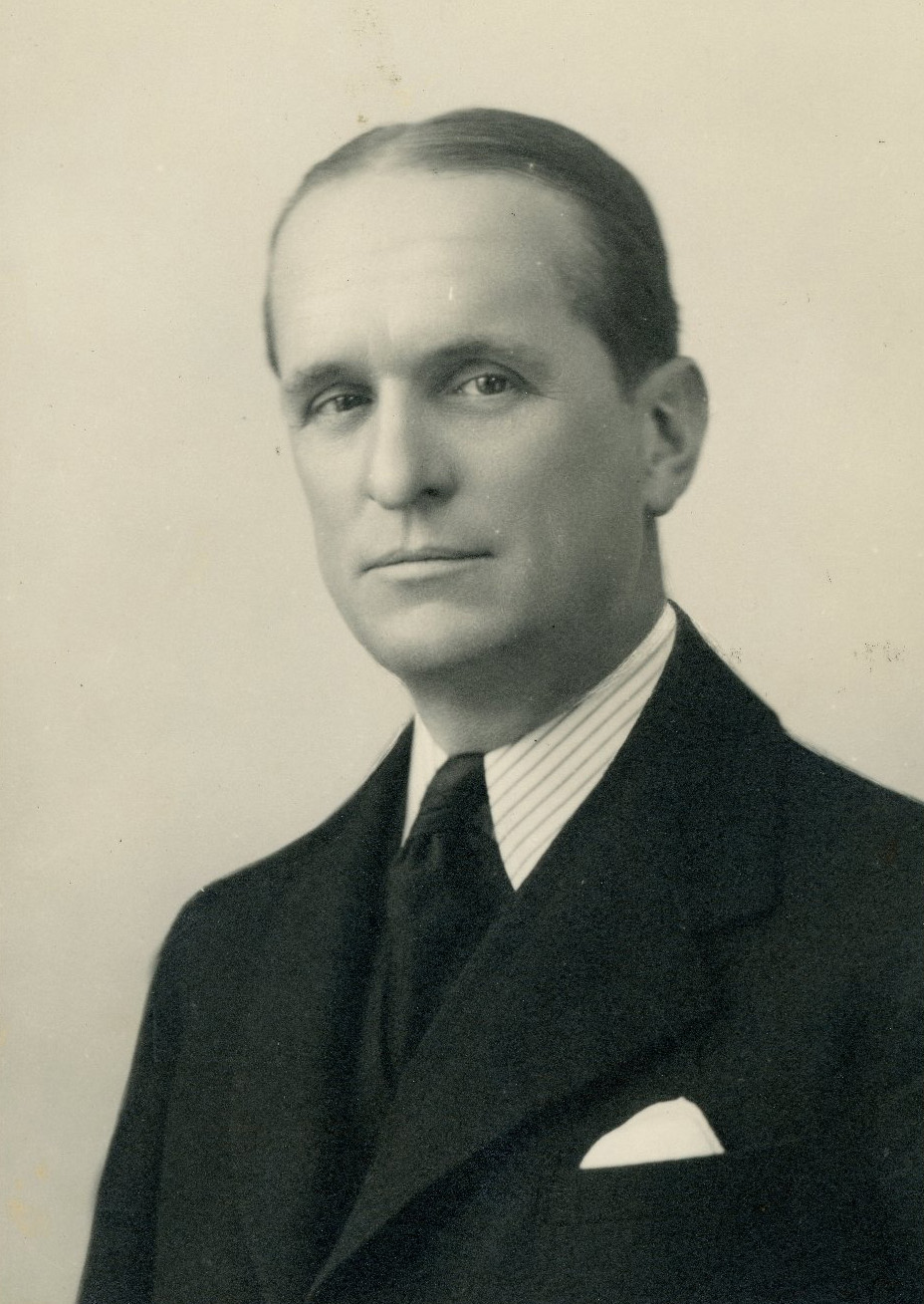
프랑수아 드 라 로크

프랑수아 드 라 로크(프랑스어: François de La Rocque [fʁɑ̃swa də la ʁɔk][*]: 1885년 10월 6일-1946년 4월 28일)는 프랑스의 극우 정치인이다. 자생적 파시즘 정당인 불의 십자단 총재를 지냈다. 불의 십자단 해산 이후 보다 온건한 우익 국민주의(드골주의의 전신으로 평가받는) 정당 프랑스 사회당을 창당했다.